# Comuna de Uchanie
Uchanie (polaco: Gmina Uchanie) é uma gminy (comuna) na Polónia, na voivodia de Lublin e no condado de Hrubieszowski. A sede do condado é a cidade de Uchanie.
De acordo com os censos de 2004, a comuna tem 5114 habitantes, com uma densidade 42,4 hab/km².

## Área
Estende-se por uma área de 120,75 km², incluindo:
- área agrícola: 78%
- área florestal: 16%

## Demografia
Dados de 30 de Junho 2004:
|                      | Total   | Total | Mulheres | Mulheres | Homens  | Homens |
| -------------------- | ------- | ----- | -------- | -------- | ------- | ------ |
|                      | pessoas | %     | pessoas  | %        | pessoas | %      |
| População            | 5114    | 100   | 2548     | 49,8     | 2566    | 50,2   |
| Densidade (pop./km²) | 42,4    | 100   | 21,1     | 21,1     | 21,3    | 21,3   |

De acordo com dados de 2002, o rendimento médio per capita ascendia a 1115,55 zł.

## Comunas vizinhas
- Białopole, Grabowiec, Hrubieszów, Trzeszczany, Wojsławice